# Joan de Santa Marta
Joan de Santa Marta (Prades, 1578 ‑ Kioto, Japó, 1618) fou un frare franciscà, missioner al Japó on morí com a màrtir. És venerat com a beat per l'Església catòlica. Algunes relíquies seves van ésser recollides per fidels cristians. Aviat se li atribuïren miracles. Proclamat màrtir i venerable l'1 de maig de 1668 per Climent IX, Pius IX el beatificà el 7 de juliol de 1867.

## Biografia
Joan de Santa Marta havia nascut a Prades; als vuit anys era escolà a la catedral de Saragossa, on va estudiar llatí i música. Va formar part de l'escolania de la catedral de Zamora, on fou ordenat sacerdot i va ingressar a l'orde dels Franciscans Descalços. Va voler consagrar-se a l'apostolat missioner i va partir cap a les Filipines amb Sebastián de San José i trenta franciscans més, arribant-hi el 1606 i obrint a Lumbang una escola de música on va arribar a tenir més de 400 alumnes als que ensenyava cant, orgue i altres instruments.
De les Filipines va passar al Japó en 1607, on predicà durant deu anys i va ésser nomenat superior de la missió de Fuscimi, on aconseguí moltes conversions i el respecte de cristians i pagans. Un edicte imperial de 1614, però, prohibia la presència dels cristians i Joan de Santa Marta fou desterrat.
Poc temps després, Joan tornà al Japó i, disfressat de japonès, va recórrer les províncies d'Arima i Omura, on la persecució contra els cristians era més forta, confortant els cristians i continuant amb la tasca d'apostolat. El 24 de juny de 1615 fou detingut a Omura i empresonat a Miyako (anomenada a Occident Meaco, actual Kyoto); se li oferí la llibertat si renunciava a predicar i marxava, però s'hi negà i durant tres anys visqué a la presó, on era torturat. Condemnat a mort, fou decapitat a Kyoto el 16 d'agost de 1618, mentre cantava el salm Laudate Dominum omnes gentes i pregava per la conversió de l'emperador del Japó.
Coneixia perfectament la llengua japonesa, en la qual deixà alguns manuscrits: Sermones sobre la mayor parte de las homilias del breviario, en idioma japón, Catecismo esplicado de la doctrina cristiana en japón i Refutación de los errores y supersticiones contenidos en el libro Bupo. En castellà deixà Relación histórica de las cosas de Japón su cristianidad y persecuciones, cartes i una missa.